# Heurteauville
Heurteauville è un comune francese di 330 abitanti situato nel dipartimento della Senna Marittima nella regione della Normandia.

## Società

### Evoluzione demografica
Abitanti censiti